# Gary Gullock
Gary Gullock, född den 3 januari 1958, är en australisk roddare.
Han tog OS-silver i scullerfyra i samband med de olympiska roddtävlingarna 1984 i Los Angeles.